# Qualificazioni al campionato mondiale di football americano Under-19 2014
Risultati delle qualificazioni ai Mondiali di football americano Under-19 Kuwait 2014.

## Europa
32 membri IFAF:
- 8 partecipanti
- si qualificano 3 squadre.

Vanno alla fase finale le prime tre classificate all'Europeo Under-19 2013:
- Austria
- Francia
- Germania

## Asia
5 membri IFAF:
- 4 partecipanti
- si qualifica 1 squadra.

Vanno alla fase finale:
- Giappone (per invito)
- Kuwait (nazione organizzatrice)

## America
16 membri IFAF:
- 5 partecipanti (di queste il Canada è qualificato direttamente quale campione in carica)
- si qualificano 3 squadre.

Gli Stati Uniti sono qualificati per invito.
| 2014 | Messico | v – p | Panama |  |

Vanno alla fase finale:
- Stati Uniti
- Canada
- Messico

## Oceania
Nessuna nazionale oceaniana partecipa al mondiale Under-19 2014.